# Nendtvich Tamás
Nendtvich Tamás (Késmárk, 1782. november 15. – Pécs, 1858. augusztus 3.) gyógyszerész, botanikus, entomológus. Nendtvich Károly és Nendtvich Sándor apja.

## Élete
Kereskedő családban született. Apja Nendtvich Kristóf szülővárosában vászonkereskedő volt. Középiskolai tanulmányait a késmárki protestáns gimnáziumban végezte, ahol Hazslinszky Frigyes is tanult. A Debreceni Református Kollégium elvégzése után Debrecenben és Kolozsvárott volt gyógyszerész-gyakornok. A gyógyszerészoklevelet Pesten szerezte meg.
Az újkori Pécs történetében az első evangélikus volt, aki kancelláriai engedéllyel telepedhetett le csak a városban 1806-ban. Pécsre kerülve hozzá is látott a Mecsek és Baranya vármegye flórájának tanulmányozásához. A pécsi Arany Sas patika tulajdonosa és vezetője lett letelepedése után egészen 1848-ig. Baranya vármegyén kívül bebarangolta Szlavónia nagy részét is, különösen a Feketehegyet, az ottani nagybirtokos Prandau báró testvérek, László és Károly támogatásával és a Jankovich-ok szívességével, növényeket és rovarokat gyűjtve.
Nagy lepke- és növénygyűjteményt hagyott hátra. Gyűjteménye a nemzeti múzeumba került. A növénytan iránti szeretetet gyermekeibe is beoltotta, példáját fia Nendtvich Károly is követte, aki apja gyűjtései alapján írta meg később disszertációját a pécsi flóráról.

## Munkássága
Nendtvich Tamást a természettudomány minden ága érdekelte. Munkásságának súlypontja azonban a botanikára esett. Pécs flóráját tárgyaló értekezésében 1100 növénynél többet sorolt föl. "Baranyának fanemei" című értekezésében Baranya fáiról számolt be. Kiváló gyümölcstermelő is volt. Három nagy gyümölcsös kerttel bírt, melyekből jókora részt botanikai kertül használt.
Nevét az 1800-as évek elején a tudományos körök nagyon jól ismerték. Összeköttetésben állt hazánk nevesebb botanikusaival, így Sadler Józseffel is. Neki küldte el a Mecseken talált, külön fajként megállapított Doronicum-ot. A virágzó Mecsek Egyesület Nendtvich iránti hálából a Doronicum-ot választotta egyesületi jelvényéül.

## Főbb munkái
- Pécs és környékének viránya… (Orvosok és Természetvizsgálók Munkálatai, VI., Pécs, 1846)
- Baranyának fanemei (Orvosok és Természetvizsgálók Munkálatai, VI., Pécs, 1846)